# Bụi đời
A bụi đời (’az élet pora’) egy Vietnámban használt kifejezés azokra a gyermekekre, akik a vietnámi háború idején születtek amerikai katonáktól és vietnámi anyáktól, ám a harcok végeztével az amerikaiak magukra hagyták őket. Szó szerinti jelentése: élő szemét. A társadalom által megbélyegzett személyekké váltak, akiknek jogait később kormányrendeletek alapján korlátozták. Gyakran még gyermekként prostituálttá váltak. 1988-ban amerikai kezdeményezésre 23 000 gyermek, illetve fiatal kapott vízumot az Egyesült Államokba.